# Niżniekołymsk
Niżniekołymsk (ros. Нижнеколы́мск) – wieś w Rosji, w Jakucji, w Ułusie niżniekołymskim. W 2010 roku we wsi mieszkało 6 osób.

## Historia
Miejscowość została założona jako fort na Kołymie w 1644 roku.
20 maja 1931 roku Niżniekołymsk został siedzibą Ułusu niżniekołymskiego, jednak w 1942 roku siedziba została przeniesiona do Niżnijich Krestów (obecnie Czerski).